# Akdal Ghost TR01
O Ghost TR01 é uma pistola semiautomática compacta projetada por Akdal Arms da Turquia. Foi projetado como uma pistola para segurança e pessoal de aplicação da lei em vez do mercado militar. O TR01 é muito parecido com a Glock 17 e compartilha muitas semelhanças.

## Consequências
As forças armadas turcas preferem usar o Yavuz 16 que passou recentemente por provas militares e está em serviço com alguns regimentos. O TR01 foi introduzido em 1990 e continua a ser produzido.